# Hollywood Street Set

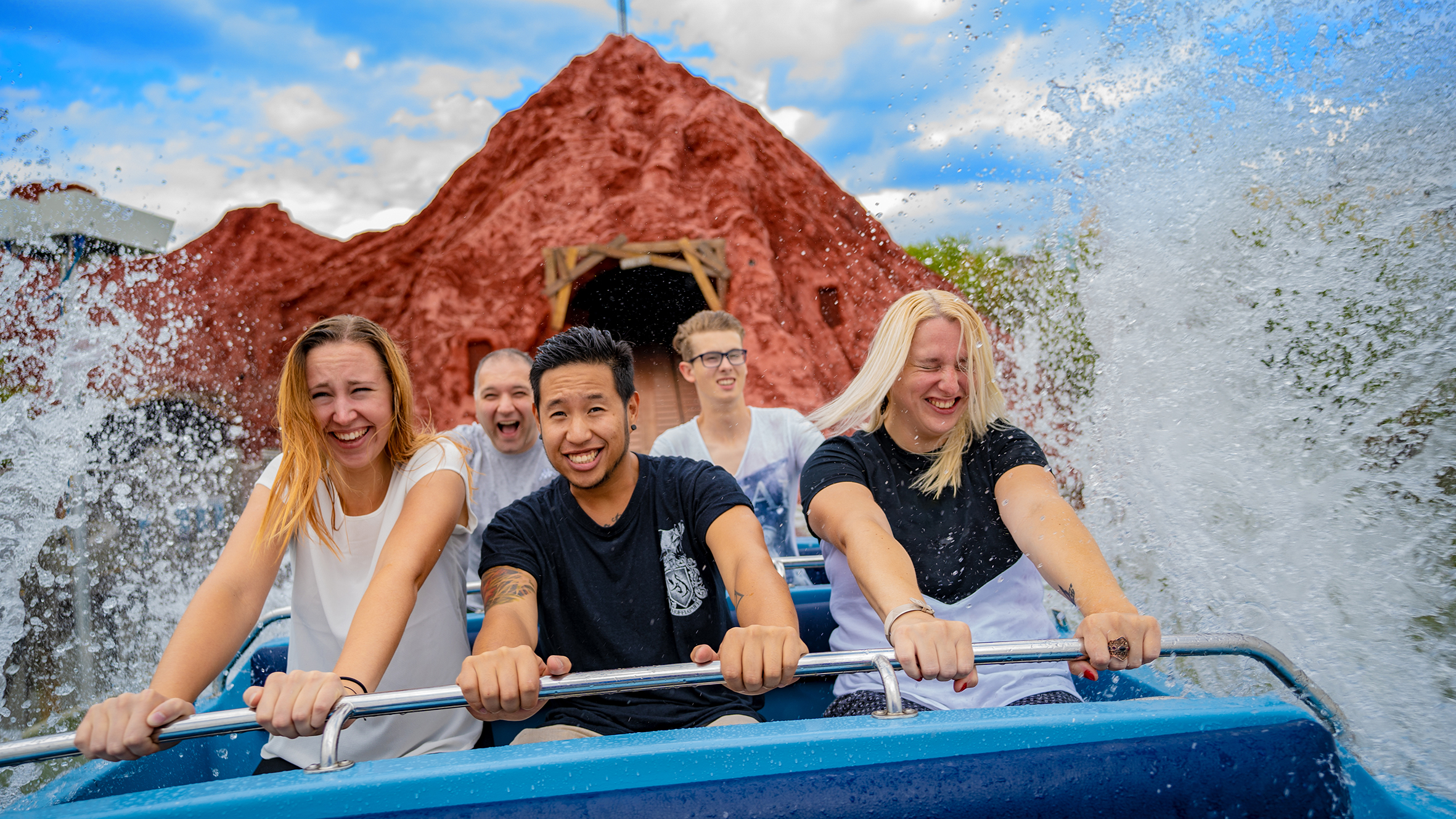
Area 51- Top secret

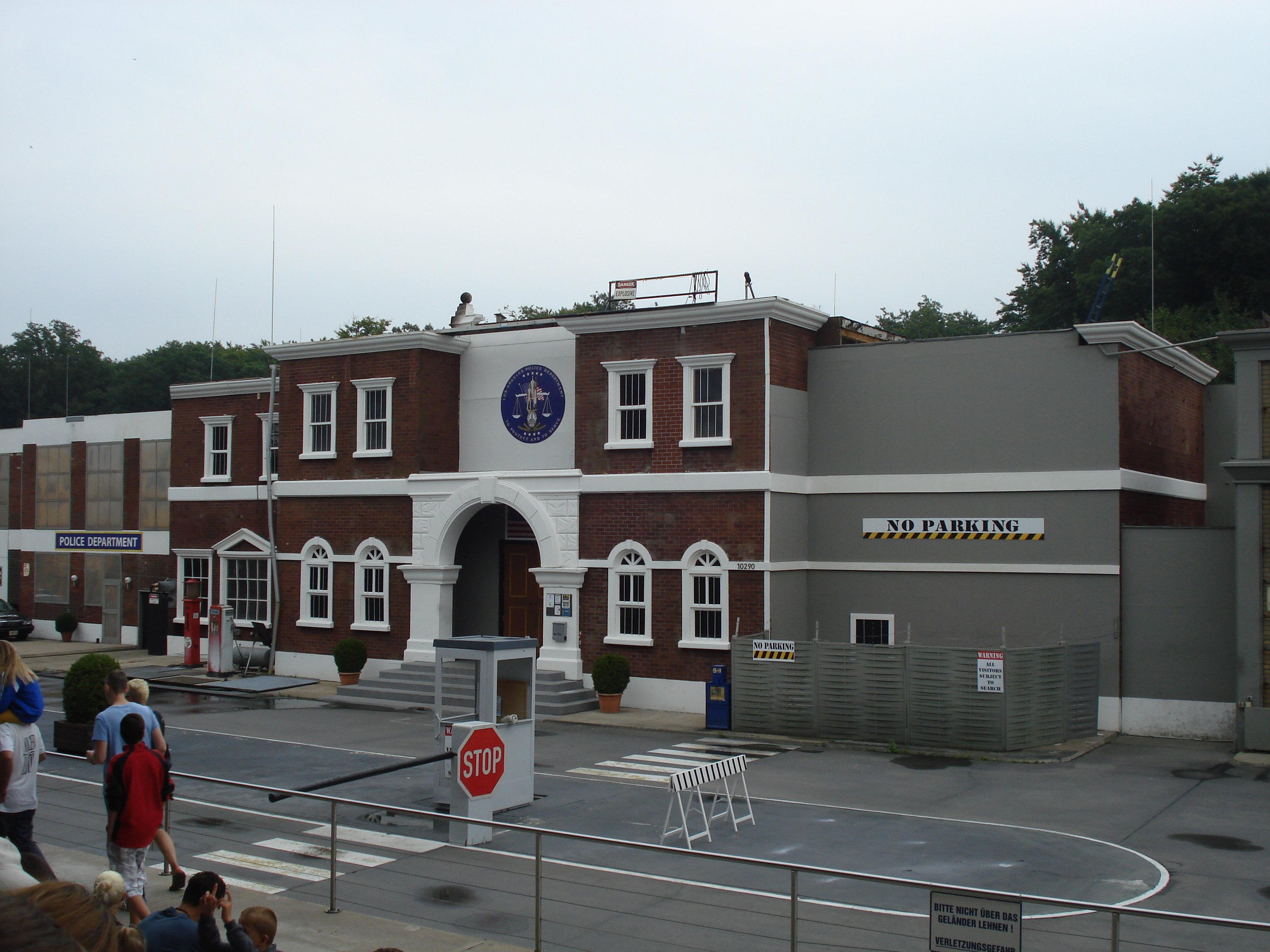
In Studio 6 bevindt zich de stuntshow

Hollywood Street Set is een themagebied in het Duitse attractiepark Movie Park Germany.
Het themagebied is gethematiseerd naar de filmsets in de Amerikaanse wijk Hollywood. Zo bevinden zich in de gebouwen restaurants en winkels die naar dit thema gemaakt zijn. De namen van deze horecagelegenheden verwijzen ook naar Hollywood. 

## Attracties
De volgende attracties bevinden zich in dit themagebied:
| Naam                                        | Omschrijving                                    |
| ------------------------------------------- | ----------------------------------------------- |
| Area 51 – Top Secret                        | Een deels wildwaterbaan en deels darkride       |
| The Lost Temple                             | 3D-simulator                                    |
| Ice Age - The 4D Experience                 | 4-D film                                        |
| Crazy Cops New York - The Action Stunt Show | Show rond de New Yorkse politie met stuntmannen |